# Malen (bewerking)
Malen (ook wel vermalen) is een mechanische bewerking (of proces) waarbij grotere delen van een grondstof worden verkleind tot korrels of poeder, afhankelijk van het gewenste product. Het instrument dat daarvoor wordt gebruikt wordt vaak aangeduid met de benaming molen. Het proces kan op verschillende wijzen plaatsvinden en is afhankelijk van de toegepaste techniek en de te vermalen grondstof.

## Geschiedenis
Het oudste voorbeeld van een werktuig waarmee werd gemalen is een napjessteen, die in het late neolithicum is ontwikkeld en waarschijnlijk diende als vijzel. Wat ermee vermalen werd is onbekend. Het zou kunnen gaan om ingrediënten voor de bereiding van voedsel of geneesmiddelen, maar dat is niet zeker. In de ijzertijd ontstond de kweern die diende om graan tot meel te malen. Later werden hieruit molenstenen ontwikkeld die met behulp van trekdieren, waterkracht en windkracht werden rondgedraaid. Dit zijn traditionele molens die afhankelijk van de aandrijving rosmolen, watermolen en windmolen worden genoemd. Voor het vermalen van medicijnen werd de vijzel uitgevonden.
Tijdens de industriële revolutie werd het maalproces verder ontwikkeld en ontstonden motorisch aangedreven maalderijen. In Engelssprekende landen ging de benaming mill over op maalderijen en fabrieken in het algemeen. In het Nederlands is het werkwoord malen (en de daarvan afgeleide woorden) overgegaan op pompen, een proces dat aanvankelijk met poldermolens gebeurde. De opvolgers daarvan die door stoom, brandstof of elektriciteit werden aangedreven, worden gemaal genoemd.

## Grondstoffen en producten
De grondstoffen die worden vermalen en de bijbehorende producten zijn zeer divers. Een paar voorbeelden:
- graan tot meel (in een korenmolen)
- kalksteen tot kalk (in een kalkmolen)
- eikenschors tot een grondstof voor looizuur (in een schorsmolen)
- kruiden en specerijen (in een specerijenmolen of op kleine schaal in een pepermolen)
- zwavel, kool en salpeter tot buskruit (in een kruitmolen)
- koffie (in een koffiemolen)